# Arthur Hawley Scribner
Arthur Hawley Scribner (n. 15 martie 1859, New York City, New York, SUA – d. 3 iulie 1932, Mount Kisco⁠(d), Westchester County, New York, SUA) a fost un editor american, care a îndeplinit funcția de președinte al editurii Charles Scribner's Sons.

## Biografie
S-a născut în 15 martie 1859, ca fiu al lui Charles Scribner I⁠ și al Emmei Elizabeth Blair (1827-1869). Era fratele mai mic al lui John Blair Scribner (1850-1879) și Charles Scribner II (1854-1930).
A urmat studii la Universitatea Princeton, iar, în cursul acestei perioade, a fondat Ivy Club⁠(d), al cărui prim președinte a devenit. S-a alăturat companiei editoriale Charles Scribner's Sons în 1881. A îndeplinit mai târziu funcția de președinte al editurii.
A murit pe 3 iulie 1932 în orașul Mount Kisco, New York. El a donat, prin testament, o sumă de 150.000 de dolari Universității Princeton.